# Tour de France 1991

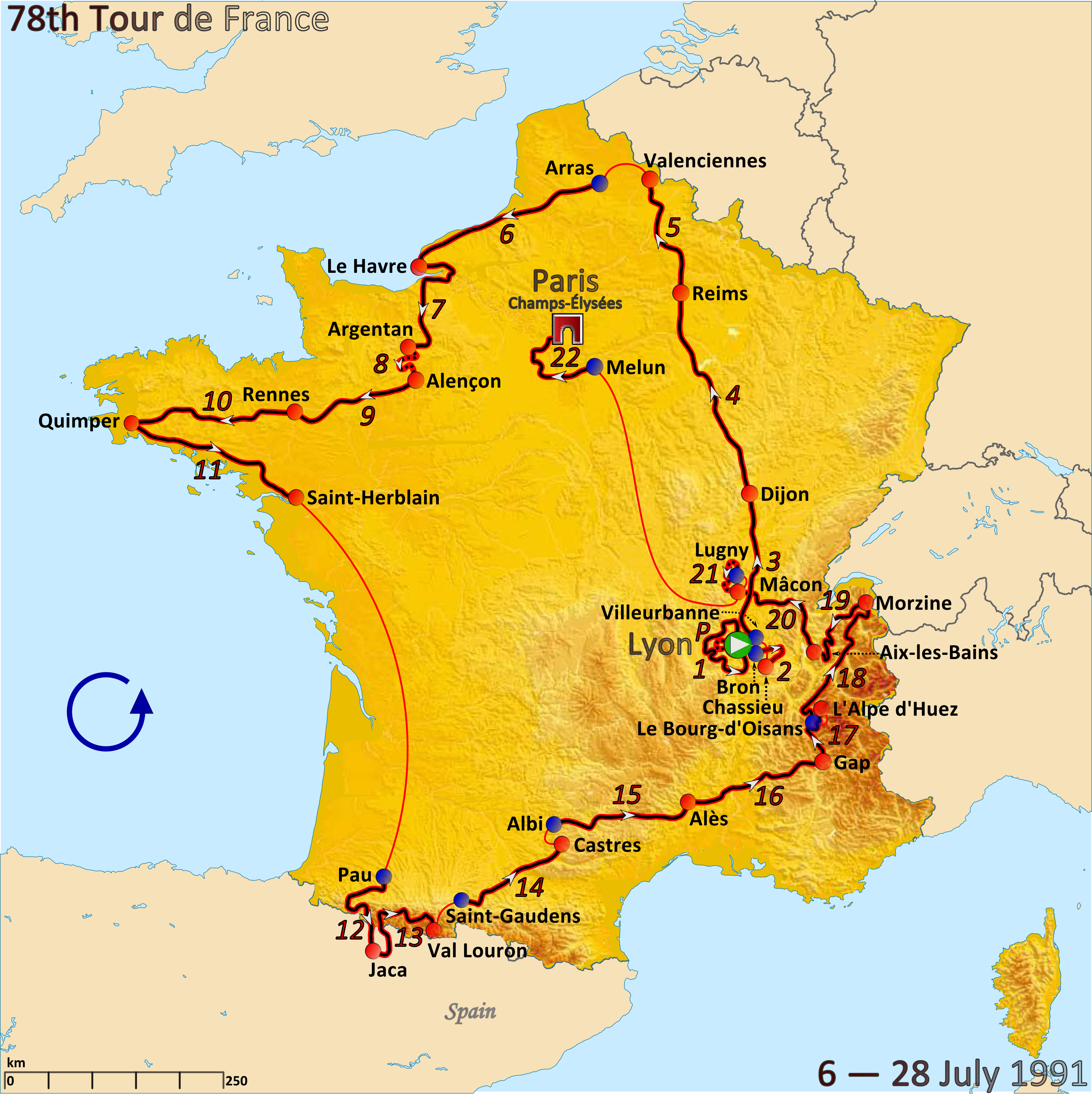
Överblick på etapperna under 1991 års Tour de France.

Tour de France 1991 cyklades 6–28 juli 1991 och vanns av Miguel Indurain, Spanien. Det var första gången Miguel Induráin vann Tour de France.

## Etapper[1]
| Etapp    | Datum   | Start - Mål              | Längd (km) | Etappsegrare             | Sammanlagt      |
| Prolog   | 6 juli  | Lyon                     | 5 (ITT)    | Thierry Marie            | Thierry Marie   |
| Etapp 1  | 7 juli  | Lyon - Lyon              | 115        | Djamolidine Abdoujaparov | Greg LeMond     |
| Etapp 2  | 7 juli  | Bron - Chassieu          | 36 (TTT)   | Ariostea                 | Rolf Sørensen   |
| Etapp 3  | 8 juli  | Villeurbanne - Dijon     | 211        | Etienne de Wilde         | Rolf Sørensen   |
| Etapp 4  | 9 juli  | Dijon - Reims            | 286        | Djamolidine Abdoujaparov | Rolf Sørensen   |
| Etapp 5  | 10 juli | Reims - Valenciennes     | 149        | Jelle Nijdam             | Rolf Sørensen   |
| Etapp 6  | 11 juli | Arras - Le Havre         | 259        | Thierry Marie            | Thierry Marie   |
| Etapp 7  | 12 juli | Le Havre - Argentan      | 167        | Jean-Paul van Poppel     | Thierry Marie   |
| Etapp 8  | 13 juli | Argentan - Alençon       | 73 (ITT)   | Miguel Induráin          | Greg LeMond     |
| Etapp 9  | 14 juli | Alençon - Rennes         | 161        | Mauro Ribeiro            | Greg LeMond     |
| Etapp 10 | 15 juli | Rennes - Quimper         | 208        | Phil Anderson            | Greg LeMond     |
| Etapp 11 | 16 juli | Quimper - Saint-Herblain | 246        | Charly Mottet            | Greg LeMond     |
| Etapp 12 | 18 juli | Pau - Jaca (ESP)         | 192        | Charly Mottet            | Luc Leblanc     |
| Etapp 13 | 19 juli | Jaca - Val Louron        | 232        | Claudio Chiappucci       | Miguel Induráin |
| Etapp 14 | 20 juli | Saint-Gaudens - Castres  | 173        | Bruno Cenghialta         | Miguel Induráin |
| Etapp 15 | 21 juli | Albi - Alès              | 235        | Moreno Argentin          | Miguel Induráin |
| Etapp 16 | 22 juli | Alès - Gap               | 215        | Marco Lietti             | Miguel Induráin |
| Etapp 17 | 23 juli | Gap - L'Alpe d'Huez      | 125        | Gianni Bugno             | Miguel Induráin |
| Etapp 18 | 24 juli | Bourg d'Oisans - Morzine | 255        | Thierry Claveyrolat      | Miguel Induráin |
| Etapp 19 | 25 juli | Morzine - Aix-les-Bains  | 170        | Dimitrij Konysjev        | Miguel Induráin |
| Etapp 20 | 26 juli | Aix-les-Bains - Mâcon    | 160        | Vjatjeslav Jekimov       | Miguel Induráin |
| Etapp 21 | 27 juli | Lugny - Mâcon            | 57 (ITT)   | Miguel Induráin          | Miguel Induráin |
| Etapp 22 | 28 juli | Melun - Paris            | 178        | Dmitrij Konysjev         | Miguel Induráin |

## Slutställning[3]
| Plats | Person            | Land      | Lag                   | Tid       |
| 1     | Miguel Induráin   | Spanien   | Banesto               | 101.01.20 |
| 2     | Gianni Bugno      | Italien   | Gatorade-Chateau D'Ax | 3.36      |
| 3     | Claudio Chiapucci | Italien   | Carrera-Jeans         | 5.56      |
| 4     | Charly Mottet     | Frankrike | RMO-Mavic-Laveria     | 7.37      |
| 5     | Luc Leblanc       | Frankrike | Castorama             | 10.10     |
| 6     | Laurent Fignon    | Frankrike | Castorama             | 11.27     |
| 7     | Greg LeMond       | USA       | Z                     | 13.13     |
| 8     | Andrew Hampsten   | USA       | Motorola              | 13.40     |
| 9     | Pedro Delgado     | Spanien   | Banesto               | 20.10     |
| 10    | Gerard Rué        | Frankrike | Helvetia              | 20.13     |